# Miłośnicy Czterech Kółek (M4K)
Miłośnicy Czterech Kółek – polski kanał w serwisie YouTube, poświęcony tematyce motoryzacyjnej. Został założony w 2015 roku przez Michała “Micha” Jesionowskiego.
W filmach o charakterze edukacyjnym i poradnikowym twórca popularyzuje wiedzę z zakresu mechaniki samochodowej, dokumentuje naprawy i renowacje, a także przeprowadza testy i eksperymenty na samochodach i podzespołach. W styczniu 2022 roku kanał posiadał ponad 1,39 mln subskrybentów, co klasyfikuje go jako najpopularniejszy kanał motoryzacyjny w Polsce.
Misją kanału i jego twórcy jest budowanie i zwiększanie świadomości m.in. nieprawidłowości występujących w polskich warsztatach samochodowych oraz wśród dealerów samochodowych.
Filmy tworzone przez Michała Jesionowskiego zdobyły również uznanie nauczycieli szkół mechanicznych i są wykorzystywane jako materiały edukacyjne w szkołach o takim profilu.

## Serie tematyczne
- Dziwne Historie Warsztatowe – zbiór filmów prezentujących anegdoty i wyjątkowe sytuacje, które miały miejsce w warsztatach samochodowych.
- Fakty i Mity Motoryzacji – seria materiałów, w której prowadzący kanał obala najpopularniejsze motoryzacyjne mity i potwierdza istniejące fakty.
- ABC Tuningu – filmy prezentujące projekty tuningowe pojazdów (również te realizowane przez widzów kanału).
- Jak Zacząć Przygodę z Mechaniką – cykl vlogów, które od podstaw wprowadzają widzów w tematykę mechaniki pojazdowej. Materiały w tej serii są skierowane do uczniów szkół samochodowych oraz amatorów i laików.
- Naprawy Zrób To Sam – seria tutoriali i poradników prezentujących sposoby przeprowadzania prostych napraw własnoręcznie, bez wizyty w warsztacie.
- Diagnostyka – seria prezentująca podstawowe metody diagnostyki samochodowej.
- Hit czy Kit – zbiór testów nowinek i gadżetów motoryzacyjnych oraz wyzwań i eksperymentów prowadzonych przez Michała Jesionowskiego.
- Car Audio – Budowa Od Podstaw – cykl poradników dotyczących montażu nagłośnienia w pojazdach.
- Fury Marzeń by M4K Garage – internetowy show, w którym zespół mechaników M4K nieodpłatnie przeprowadza renowację i modyfikację samochodów należących do widzów i buduje od podstaw nowe pojazdy by przekazać je oglądającym.

## Działalność wydawnicza

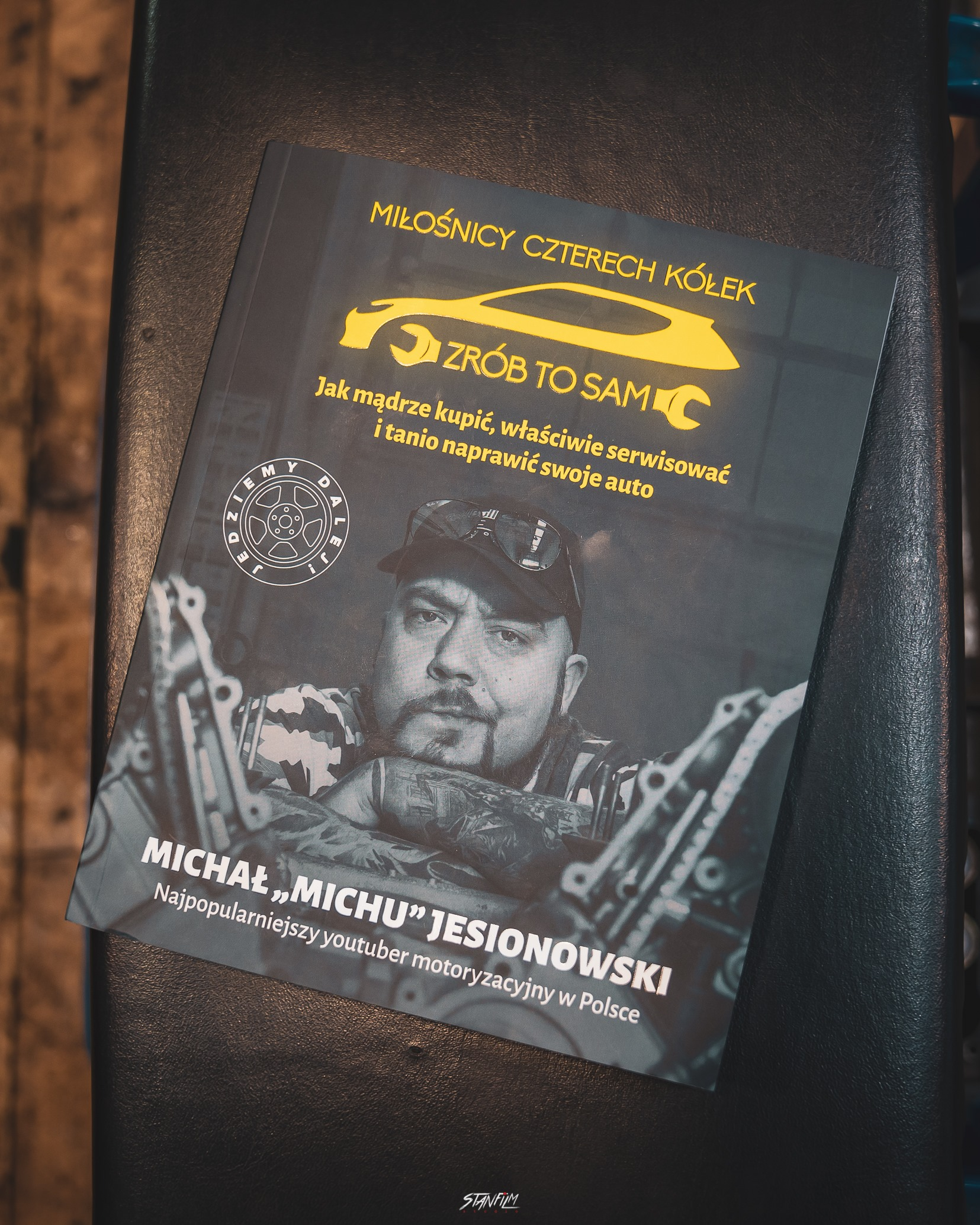
Okładka książki „Zrób To Sam”

W 2018 roku nakładem wydawnictwa Znak ukazała się książka Michała Jesionowskiego pt. „Miłośnicy czterech kółek – zrób to sam”. Publikację wydano w formie poradnika dla osób, które chcą poznać podstawy motoryzacji. W ciągu kilku tygodni od premiery książka znalazła się na 7. miejscu w rankingu TOP 10 Empiku i zebrała pozytywne recenzje, m.in. ze względu na nieskomplikowany i przystępny język, w jakim została napisana.
W 2019 roku premierę miała druga część książki – „Miłośnicy czterech kółek. Część 2. Jedziemy dalej!”, w której autor wyjaśnia „Jak mądrze kupić, właściwie serwisować i tanio naprawić swoje auto”.

## Sieć warsztatów M4K Garage

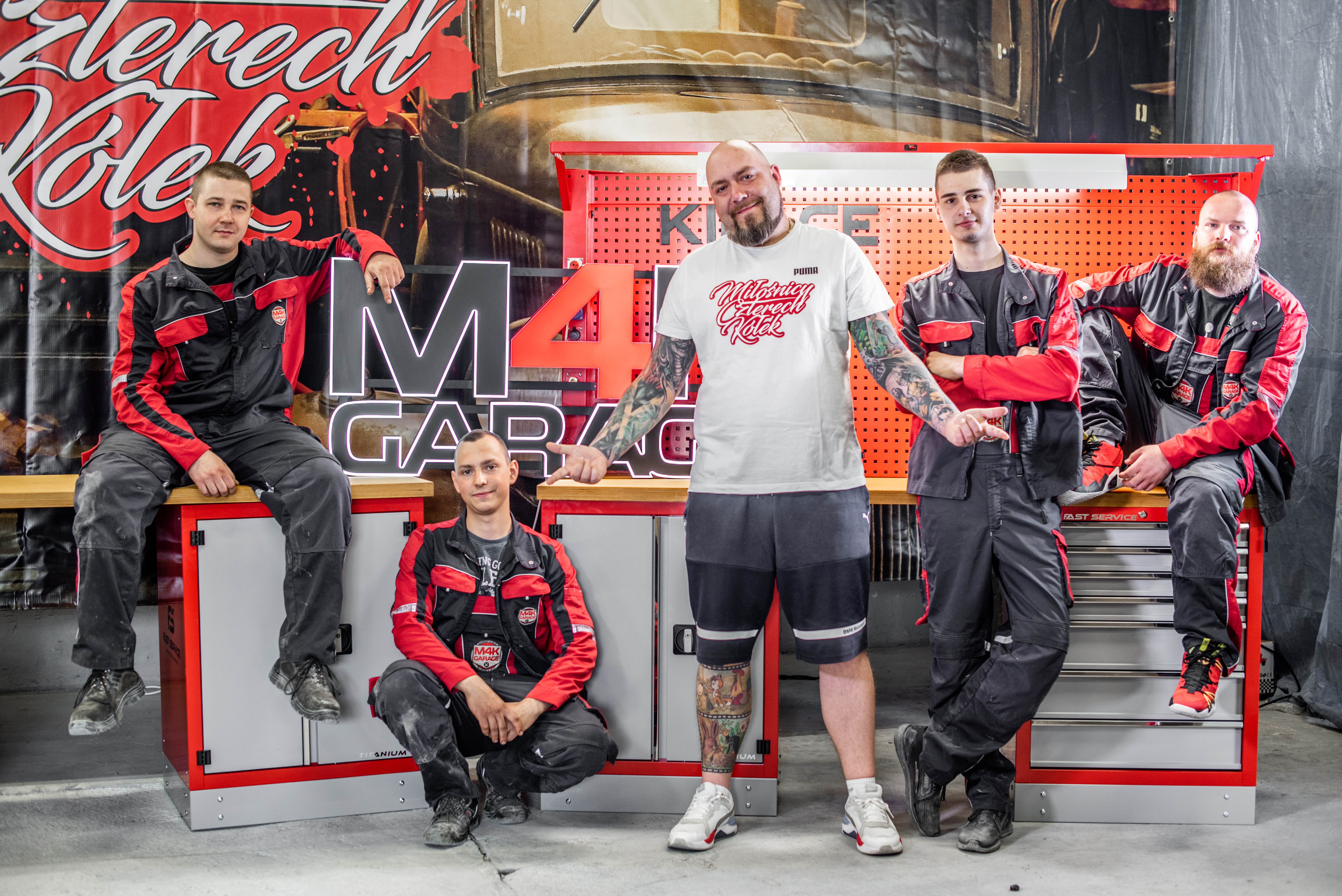
Zespół kanału Miłośnicy Czterech Kółek w jednym z warsztatów sieci M4K Garage

Na przełomie 2017 i 2018 roku Michał Jesionowski w reakcji na inicjatywę i prośby widzów otworzył w miejscowości Szemud (woj. pomorskie) pierwszy warsztat samochodowy pod nazwą M4K Garage.

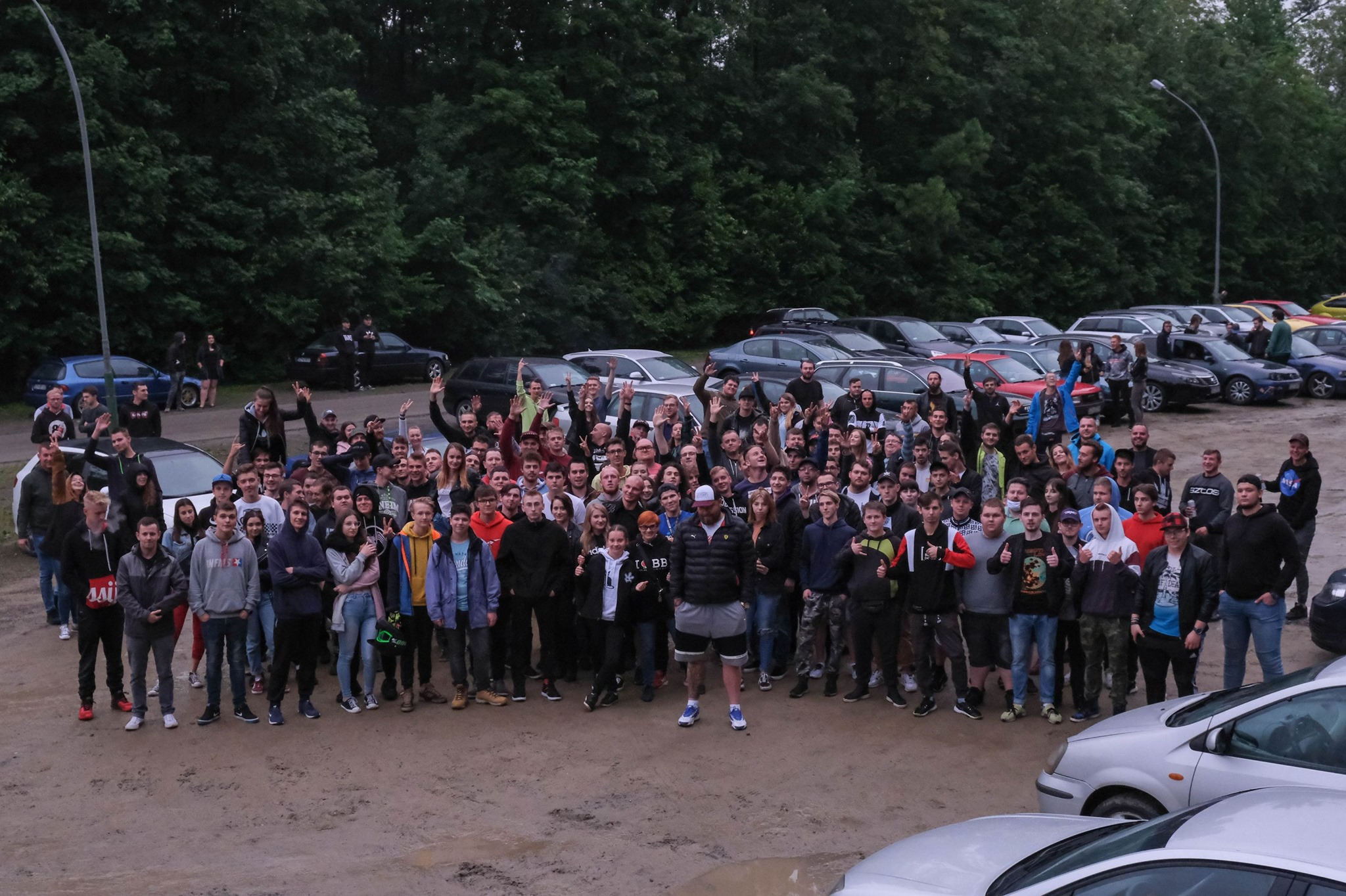
Zlot fanów kanału Miłośnicy Czterech Kółek (M4K)

Pomysł został bardzo dobrze przyjęty przez społeczność kanału, co doprowadziło do otwarcia rok później kolejnego warsztatu w Kościerzynie (woj. pomorskie). Wówczas powstała koncepcja stworzenia ogólnopolskiej sieci warsztatów samochodowych o ustandaryzowanym sposobie prowadzenia napraw, szkolenia personelu i obsługi klienta. W 2020 roku w takiej formule jako trzeci został uruchomiony warsztat we Wrocławiu, będący jednocześnie pierwszą placówką działającą w modelu franczyzowym. W wydarzeniu wzięło udział ponad 4 000 osób.
Kolejne warsztaty sieci M4K Garage działające zgodnie z przyjętymi standardami powstały w Nowinach pod Kielcami, Szczecinie, Łodzi i Katowicach. Obecnie sieć liczy 7 warsztatów. W udzielonych wywiadach Michał Jesionowski zdradził plany jej rozbudowy do 120 oddziałów w całej Polsce.